# Marija Lilina
Marija Pietrowna Lilina (ros. Мари́я Петро́вна Ли́лина, ur. 21 czerwca?/3 lipca 1866 w Moskwie, zm. 24 sierpnia 1943 tamże) – rosyjska aktorka teatralna. Ludowa Artystka RFSRR (1933). Żona Konstantina Stanisławskiego.
Role w sztukach Antona Czechowa (Masza — Mewa, Sonia — Wujaszek Wania, Natasza — Trzy siostry i Ania — Wiśniowy sad) oraz w dramatach Gerharta Hauptmanna, Knuta Hamsuna i Lwa Tołstoja.